# Adelmo Carneiro Leão
Adelmo Carneiro Leão (Itapagipe, 25 de maio de 1949) é um político brasileiro do estado de Minas Gerais. É deputado federal em exercício pelo PT.
Foi eleito deputado estadual de Minas Gerais para a 12ª Legislatura de 1991 - 1994. Na 13ª Legislatura  (1995 - 1998), ficou como suplente, ocupando em 1997 a vaga deixada por Almir Paraca. Na 14ª Legislatura (1999 - 2002), foi eleito novamente deputado estadual em Minas Gerais, sendo afastado durante o período de 23 de março de 2000 a 18 de junho de 2000, quando ocupou o cargo de Secretário de Estado da Saúde no governo de Itamar Franco. Foi reeleito para a 15ª Legislatura (2003 - 2006) e ficou como suplente na 16ª Legislatura (2007 - 2010), ocupando vaga aberta pelo afastamento de Elisa Costa em 2009, quando esta assumiu a prefeitura de Governador Valadares. Foi contrário à aprovação do parecer da PEC 59/10, do Estado de Minas Gerais. Tal documento estabelece como carreira jurídica militar a dos oficiais da Polícia Militar (PM) e exige formação em Direito como requisito para ingresso no quadro dos oficiais da corporação. Foi eleito deputado federal nas Eleições de 2014 tendo votado contra o processo de impeachment aberto contra a presidente Dilma Roussef.